# Mortefontaine (Oise)
Mortefontaine é uma comuna francesa na região administrativa de Altos da França, no departamento de Oise. Estende-se por uma área de 15,29 km². Em 2010 a comuna tinha 892 habitantes (densidade: 58,3 hab./km²).